# 里卡迪图书馆

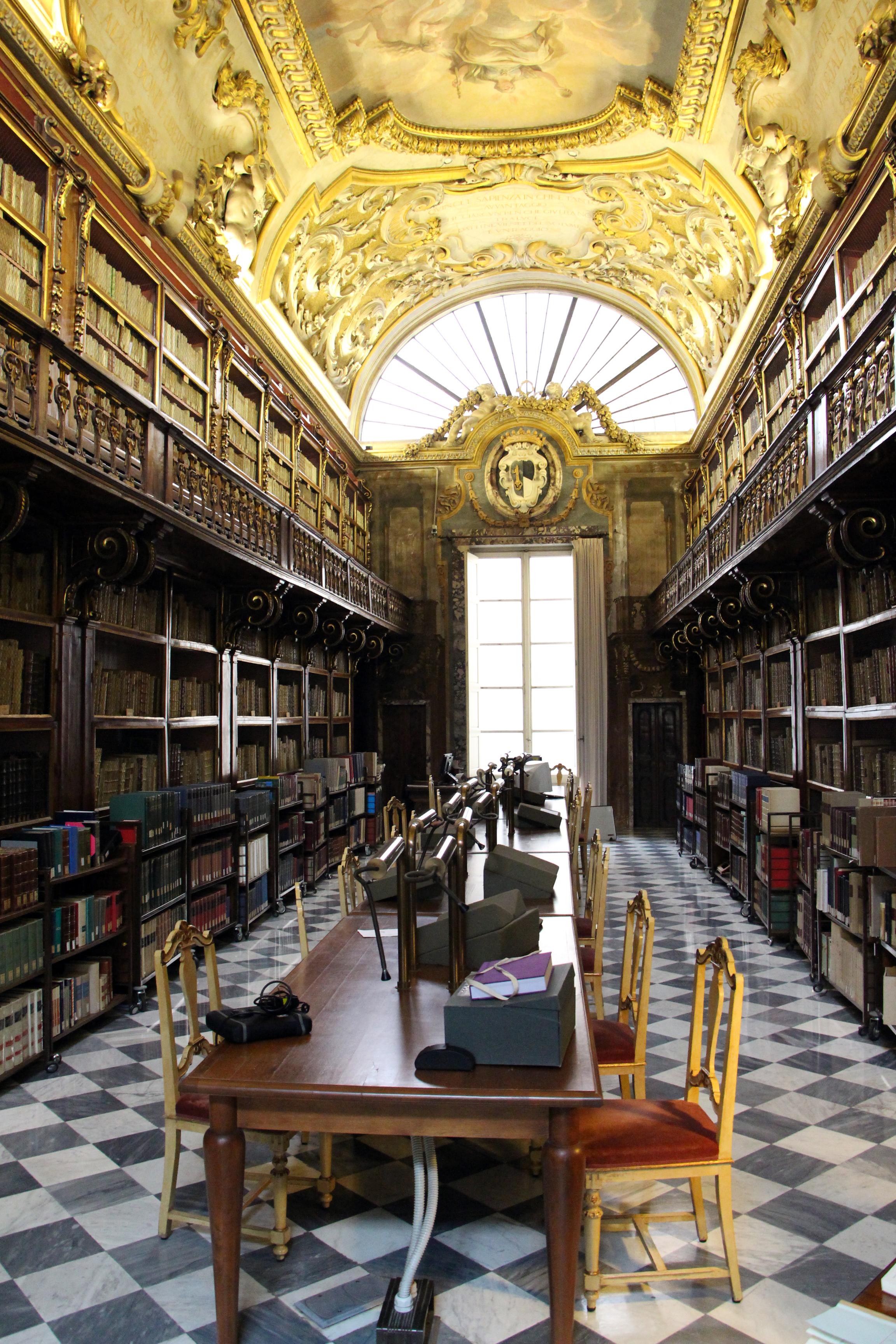
阅览室

里卡迪图书馆（Biblioteca Riccardiana）是意大利佛罗伦萨的一个图书馆，设于美第奇-里卡迪宫。

## 历史
里卡迪图书馆由里卡尔多·罗莫洛·里卡迪创立于1600年。它曾经属于里卡迪家族。里卡迪图书馆自1670年以来设于拉尔加街的美第奇宫。1715年向公众开放。自1813年起属于秕糠学会（Accademia della Crusca）。
里卡迪图书馆是世界数字图书馆的合作伙伴。

## 手稿
里卡迪图书馆保存有普林尼《自然史》的10世纪抄本和尼可罗·马基亚维利的《佛罗伦萨史》，以及新约抄本。

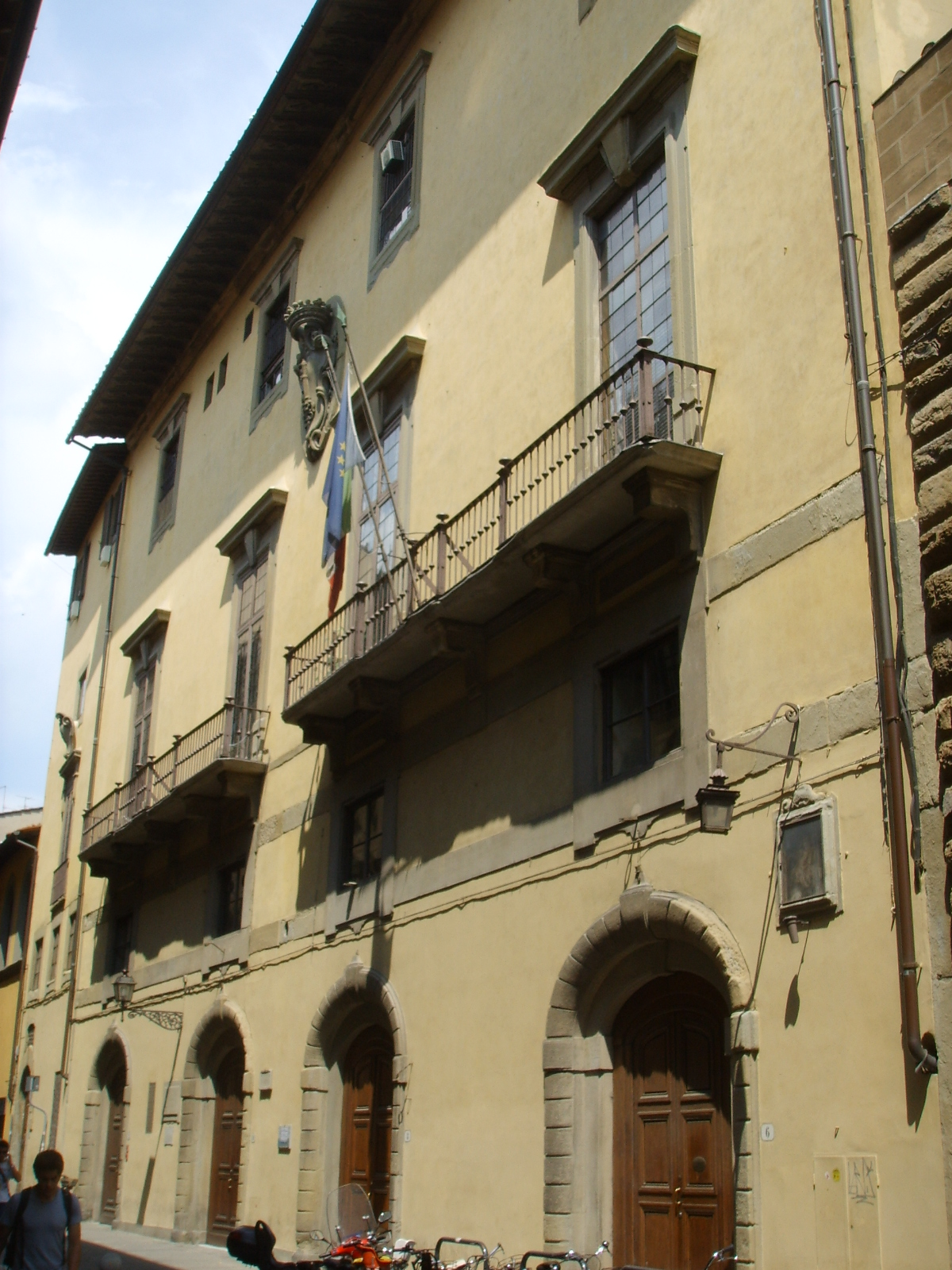
入口
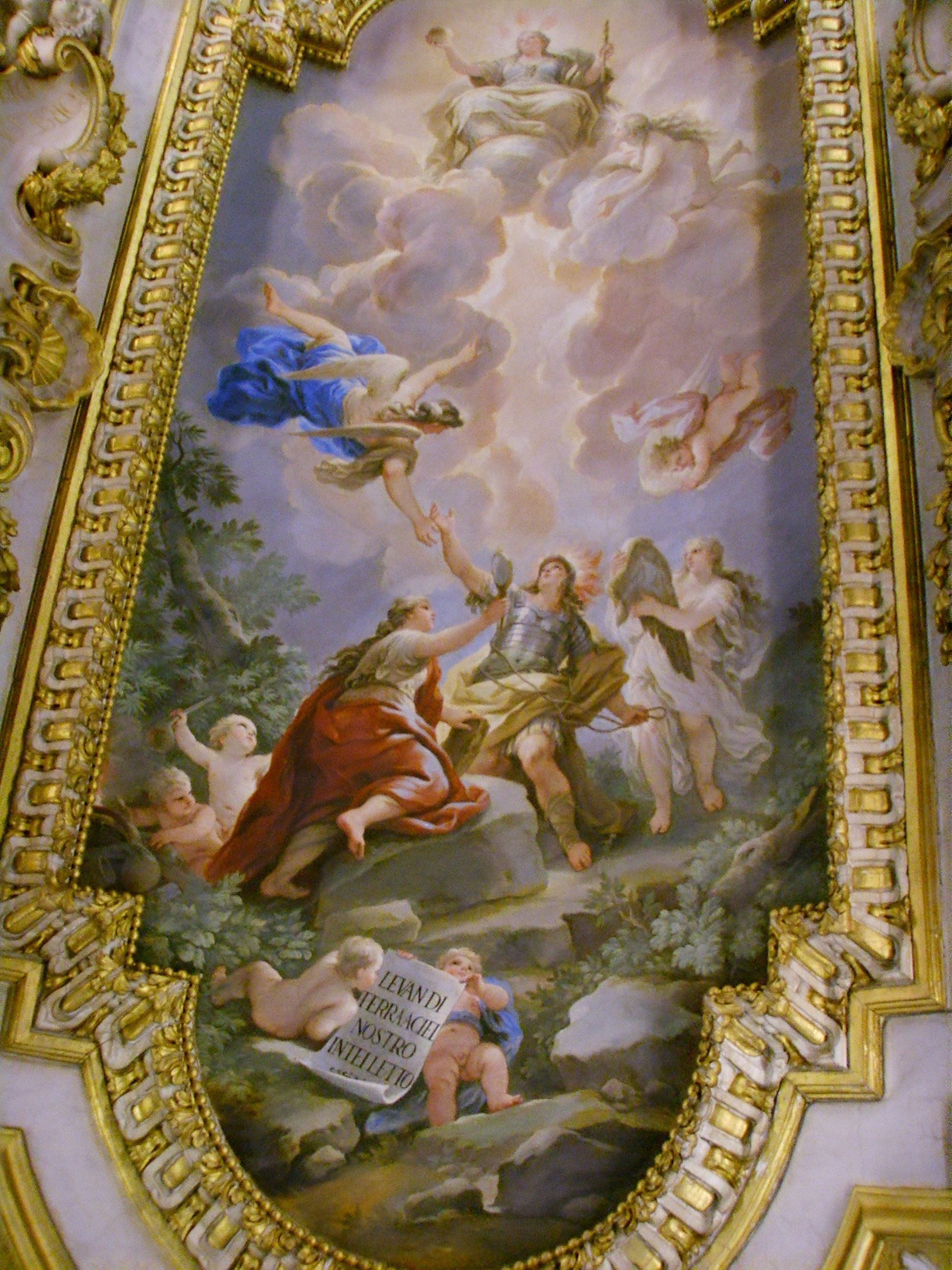
壁画
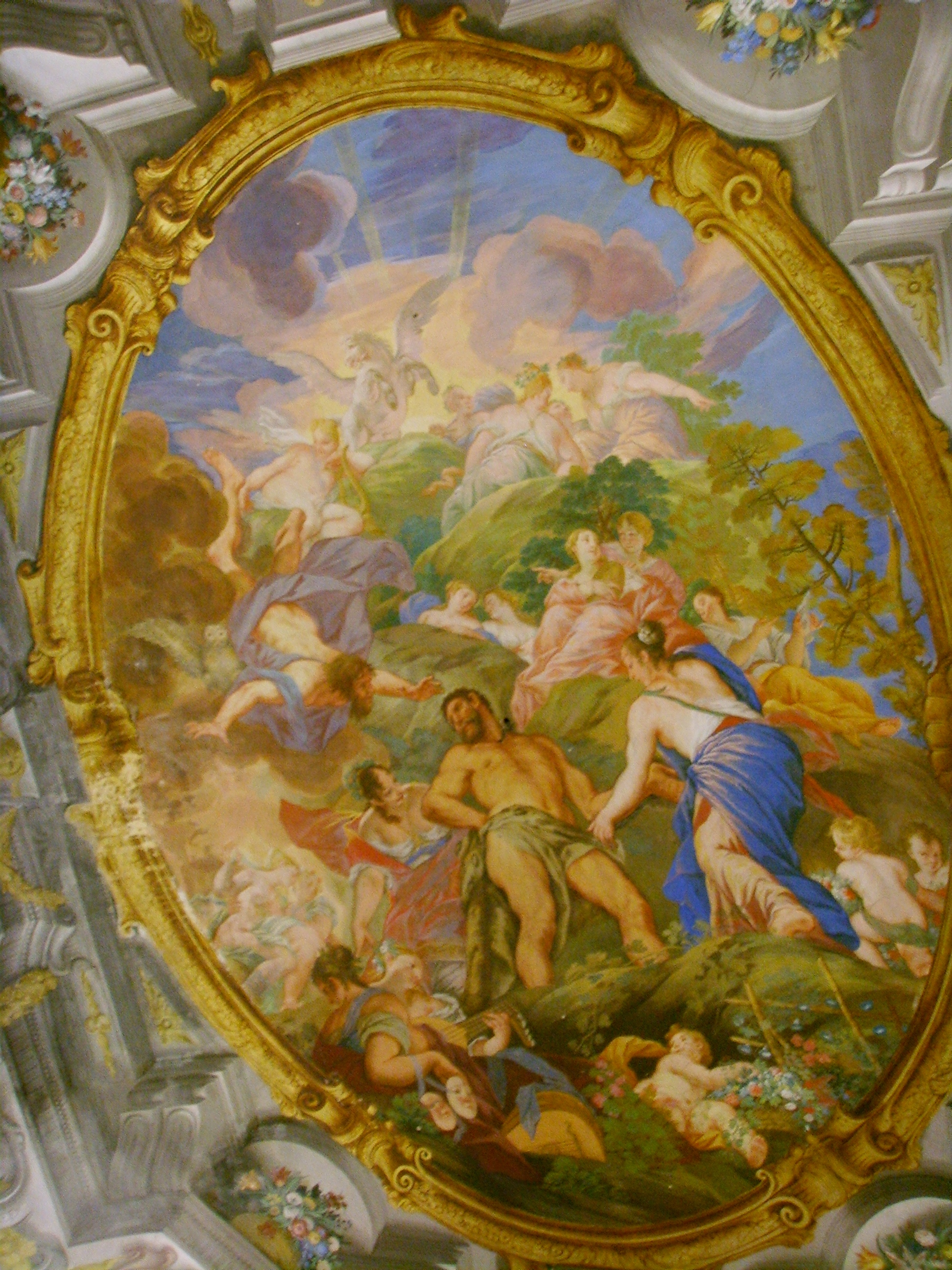
壁画